# 사이타마현 제4구
사이타마현 제4구(일본어: 埼玉県第4区)는 일본의 중의원 선거구이다. 1994년 일본 공직선거법이 개정되면서 신설되었다.

## 지역
2002년 선거구 개편 이후의 관할구역 (2003년 중의원 의원 총선거에서 처음 적용).
- 아사카시
- 시키시
- 와코시
- 니자시

2002년 이전에는 지금의 사이타마 제15구에 해당되는 지역도 포함하였다.